# Metropolia Trivandrum (łacińska)
Metropolia Trivandrum – metropolia Kościoła rzymskokatolickiego z siedzibą w Thiruvananthapuram (Trivandrum) w Indiach, położona na południu stanu Kerala. 
Archidiecezja Thiruvananthapuram powstała 17 czerwca 2004 r. Obecna metropolia Trivandrum obejmuje następujące administratury kościelne: 
- archidiecezja Thiruvananthapuram
- diecezja Alleppey
- diecezja Neyyatinkara
- diecezja Punalur
- diecezja Quilon

Od 2022 urząd metropolity sprawuje arcybiskup Thomas Jessayyan Netto. 